# کارنیگی (اکلاهما)
کارنیگی(به انگلیسی: Carnegie) شهری در ایالت اکلاهما کشور ایالات متحده آمریکا است که جمعیت آن در سرشماری سال ۲۰۱۰ میلادی، ۱٬۷۲۳ نفر بوده‌است.